# ペルビアンジャイアントオオムカデ

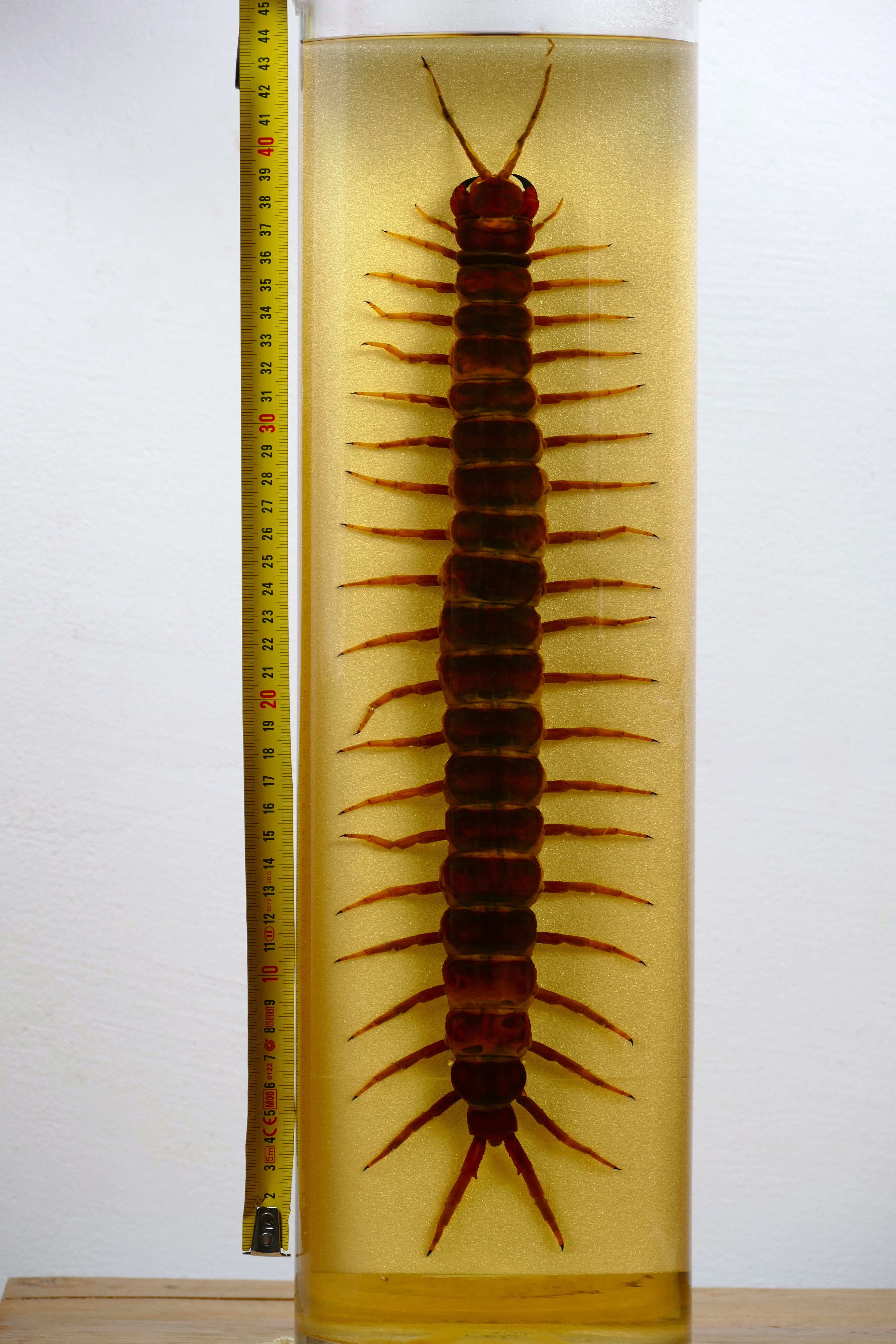
40cm越え液浸標本

ペルビアンジャイアントオオムカデ（学名:Scolopendra gigantea、ペルビアンジャイアントセンチピード）は、節足動物門唇脚網オオムカデ科に属するムカデの一種。
ペルーオオムカデ、ギガスオオムカデ、ダイオウムカデ、ロブスターオオムカデなど、様々な呼び方がある。

## 分布
ブラジルやペルーなどの南米の熱帯雨林帯に生息している

## 特徴
世界最大のムカデであり、体長は通常20～30cmで、最大40cmを越えるという巨大種である。頭部の色は赤で胴体はワインレッド、節目の関節の色がピンクで、脚の色が黄色という派手な体色をしているが、これは毒を持っていることを示す警告色である。

## 生態
熱帯雨林の地上層に住み、夜行性だが、場合によっては昼間も活動し、獲物を求めて木に登ることもある。
最大のムカデだけあって小さな毒蛇を思わせる程の大きさで、首を持ち上げて威嚇する。その牙の威力も強力で、プラスチックの網などは砕いてしまうほどの威力を誇っている。
肉食性で、獲物は昆虫類やクモやサソリ、タランチュラ、トカゲやカエルに、マウスや小鳥、時には小型のヘビまでも襲う程の獰猛さを持ち、触れた者に対しては容赦なく噛みつく。
その毒の強さについては有益な研究データがなく不明な点が多いが、2014年に南米ベネズエラにおいて、4歳児がソーダ缶の中に潜んでいた本種に噛まれたことに起因する症状により死亡したことが確認されている。ただし本件に関して、有毒生物の研究者として30年以上にわたり活動している東部技術研究センター(CITO)のレオナルド・デ・ソウザ博士は「本種が毒を持つことは広く知られているが、人を殺傷するほどの毒を持つとは考えられておらず、別の種である可能性もある」とも述べている。
生物系ライターの平坂寛は本種に三度噛まれた経験(それぞれ別個体)を持つが、噛まれたことによる物理的な痛み以外には強い痛みや痺れなどはなく、痒みを感じる程度であると述べている。本種が他のムカデと比較して強い毒を持たない理由について、その大きさ、力の強さから、そもそも強い毒を持つ必要がないからではないか、との見解を述べている。しかし、いずれも人間に飼育されている個体であったため本気で噛んでいない可能性もあり、また、生物側の個体差、噛まれた側の体質、体調なども関係してくるため、安易に噛まれるべきではない。

## 近似種
全身が赤いロブスターオオムカデ（Scolopendra gigantea robusta）や、黄色と関節部分の黒のツートンカラーが特徴のタイガーオオムカデ（Scolopendra sp.）がおり、同じく体長30cm以上にもなる。
近縁の巨大種ではガラパゴスオオムカデ（S galapagosensis”）がおり、ガラパゴス諸島や対岸のエクアドルなどに分布しており、体色は黒で、本種より太目でがっしりとした体格をしている。なお、ガラパゴスオオムカデは未確認情報で60cm以上にも達すると言われているが、定かではなく、誤認情報だという可能性もある。

## ペット
世界最大のムカデというだけに、ペット人気は非常に高いが、最大のムカデである分、しっかりした飼育施設が必要で、鉄製の金網で蓋をした方が良い。餌にはコオロギやマウスを与える。基本的に生き餌しか食べないとされる。
また、本種をはじめとした大型のオオムカデ類は意外に生命力が強い。水分や餌を全く取らなくても数ヶ月生きているケースも見受けられる。船で密航し、イギリスで発見されたこともあるという。